# ATP Nizza 1973
L'ATP Nizza 1973 è stato un torneo di tennis giocato sulla terra rossa. È stata la 3ª edizione del torneo, che fa parte del Commercial Union Assurance Grand Prix 1973. Si è giocato a Nizza in Francia dal 9 al 16 aprile 1973.

## Campioni

### Singolare maschile
Manuel Orantes ha battuto in finale  Adriano Panatta con il punteggio di 7–6, 5–7, 4–6, 7–6, 12–10

### Doppio maschile
Manuel Orantes /  Juan Gisbert Sr. hanno battuto in finale  Patrice Beust /  Daniel Contet con il punteggio di 7–5, 6–1.